# Emma Kimiläinen
Emma Elina Kimiläinen-Liuski (Helsinki, 1989. július 8. –) finn autóversenyző.

## Pályafutása
Kimiläinen 2005-ben kezdte versenyzői pályafutását, amikor is az észak-európai Formula Ford bajnokságban vett részt. Első szezonjában az ötödik helyen végzett, egy évvel később pedig az összetett második helyén zárt, kevesebb győzelme miatt alulmaradva a bajnok Sami Isohellával szemben. 2007-ben a svéd Radical Sportscars elnevezésű formulaautós-sorozatban állt rajthoz.
Az Audi 2008-ban szerződtette a Formula Mastersben versenyző csapatába. Első idényében 10. lett az összetettben. majd egy évvel később az Audi pénzügyi nehézségei miatt saját maga finanszírozta, hogy a Formula Palmer Audi elnevezésű bajnokságban rajthoz állhasson. Itt összességében négy dobogós helyezést gyűjtve az ötödik helyen végzett a bajnoki pontversenyben. 2009-ben családot alapított, és szüneteltette pályafutását.
2014-ben a skandináv túraautó-bajnokság mezőnyében állt rajthoz a PWR Racing színeiben. Nettan Lindgren-Jansson 1999-es szereplése óta ő lett az első nő a sorozatban. A következő években is ebben a bajnokságban indult, igaz a 2016-os szezon nagy részét ki kellett hagynia, miután a a Skövde-i nyitófordulóban súlyos balesetet és nyaksérülést szenvedett. 2017-ben a svéd ThunderCar elnevezésű bajnokságban vett részt és bár tervezte, hogy nevez a 2018-as Electric GT sportautós bajnokságba, ezt nem sikerült megvalósítania.
2019-ben az újonnan alapított, és kizárólag nőket versenyeztető W Seriesben indult. A Hockenheimringen tartott első versenyen hiába szerepelt nagyszerűen a kvalifikáción, a versenyen ütközött Megan Gilkesszel, és kiújuló nyaksérülése miatt a következő két fordulót ki kellett hagynia. Visszatérése után Assenben Grand Chelemet ért el, azaz a pole pozícióból indulva, a verseny leggyorsabb körét megfutva nyerte meg a holland futamot. A szezon végén ötödik helyen zárt az összetettben.

## Személye körüli botrányok
2020-ban egy podcast-show-ban úgy nyilatkozott, hogy 2009-ben azért nem lett az Indy Lights egyik csapatának versenyzője, mert a csapat főtámogatója, amely egy neves férfimagazin volt, topless fotókat kért volna cserébe a szerződésért, amit ő visszautasított. Ugyanebben a műsorban célzásokat tett arra is, hogy pályafutása során többször érte negatív megkülönböztetés az autósportban, azért mert nő.

## Eredményei

### Karrier összefoglaló
| Szezon | Bajnokság                            | Csapat                        | Verseny | Győzelem | Pole | Leggyorsabb kör | Dobogós helyezés | Pont | Helyezés |
| ------ | ------------------------------------ | ----------------------------- | ------- | -------- | ---- | --------------- | ---------------- | ---- | -------- |
| 2005   | Észak-európai Formula Ford-bajnokság | Team F40                      | 9       | 0        | 1    | 1               | 2                | 77   | 5.       |
| 2005   | Finn Formula Ford-bajnokság          | Team F40                      | 10      | 0        | 1    | 0               | 5                | 106  | 2.       |
| 2005   | Svéd Formula Ford-bajnokság          | Team F40                      | 4       | 0        | 0    | 0               | 1                | 38   | 7.       |
| 2006   | Észak-európai Formula Ford-bajnokság | Team F40                      | 14      | 4        | 2    | 0               | 9                | 139  | 2.       |
| 2006   | Finn Formula Ford-bajnokság          | Team F40                      | 4       | 0        | 0    | 0               | 1                | 110  | 2.       |
| 2006   | Svéd Formula Ford-bajnokság          | Team F40                      | 4       | 0        | 0    | 0               | 0                | 48   | 6.       |
| 2007   | Radical Sportscars                   | JFG Motorsport                | 22      | 3        | 4    | 0               | 14               | 195  | 3.       |
| 2008   | ADAC Formel Masters                  | Van Amersfoort Racing         | 16      | 0        | 0    | 1               | 1                | 76   | 10.      |
| 2009   | Formula Palmer Audi                  | MotorSport Vision             | 20      | 0        | 0    | 1               | 4                | 260  | 5.       |
| 2014   | Skandináv túraautó-bajnokság         | PWR Racing                    | 11      | 0        | 0    | 0               | 1                | 55   | 11.      |
| 2015   | Skandináv túraautó-bajnokság         | PWR Racing Team               | 14      | 0        | 0    | 0               | 2                | 158  | 7.       |
| 2016   | Skandináv túraautó-bajnokság         | PWR Racing – SEAT Dealer Team | 8       | 0        | 0    | 1               | 0                | 59   | 11.      |
| 2017   | V8 ThunderCars NEZ                   |                               | 6       | 2        | 0    | 0               | 4                | 2400 | 5.       |
| 2019   | W Series                             | Hitech Grand Prix             | 4       | 1        | 1    | 3               | 2                | 53   | 5.       |
| 2021   | W Series                             | Ecurie W                      | 8       | 1        | 1    | 1               | 5                | 108  | 3.       |
| 2022   | W Series                             | Puma W Series Team            | 7       | 0        | 0    | 1               | 1                | 42   | 8.       |

### Teljes Skandináv túraautó-bajnokság eredménysorozata
(Táblázat értelmezése)

(Félkövér: pole-pozícióból indult; dőlt: leggyorsabb kört futott) 

| Év   | Csapat                        | Autó           | 1   | 1   | 2   | 2   | 3   | 3   | 4   | 4   | 5   | 5   | 6   | 6   | 7   | 7   | Helyezés | Pont |
| 2014 | PWR Racing                    | Saab 9-3 TTA   | KNU | KNU | GÖT | GÖT | FAL | FAL | KNU | KNU | SOL | SOL | MAN | MAN |     |     | 11.      | 55   |
| ---- | ----------------------------- | -------------- | --- | --- | --- | --- | --- | --- | --- | --- | --- | --- | --- | --- | --- | --- | -------- | ---- |
| 2014 | PWR Racing                    | Saab 9-3 TTA   | Ki  | 9   | Ki  | Ni  | 2   | 11  | 6   | 7   | Ki  | 11  | 10  | 9   |     |     | 11.      | 55   |
| 2015 | PWR Racing Team               | Saab 9-3 TTA   | SKÖ | SKÖ | AND | AND | MAN | MAN | FAL | FAL | GEL | GEL | SOL | SOL | KNU | KNU | 7.       | 158  |
| 2015 | PWR Racing Team               | Saab 9-3 TTA   | 6   | Ki  | 5   | 3   | 7   | 3   | 9   | 9   | 7   | 10  | 5   | 4   | 4   | 6   | 7.       | 158  |
| 2016 | PWR Racing – SEAT Dealer Team | SEAT León STCC | SKÖ | SKÖ | MAN | MAN | AND | AND | FAL | FAL | GEL | GEL | SOL | SOL | KNU | KNU | 11.      | 59   |
| 2016 | PWR Racing – SEAT Dealer Team | SEAT León STCC | Ki  | Ki  |     |     | 8   | 6   | 6   | Ki  | 7   | Ki  |     |     |     |     | 11.      | 59   |

### Teljes W Series eredménylistája
(Táblázat értelmezése)

(Félkövér: pole-pozícióból indult; dőlt: leggyorsabb kört futott) 

| Év   | Csapat             | 1       | 2      | 3     | 4     | 5      | 6      | 7      | 8      | 9      | 10     | Helyezés | Pont |
| ---- | ------------------ | ------- | ------ | ----- | ----- | ------ | ------ | ------ | ------ | ------ | ------ | -------- | ---- |
| 2019 | Hitech GP          | HOC Ki  | ZOL Vi | MIS   | NOR 5 | ASS 1  | BRH 2  |        |        |        |        | 5.       | 53   |
| 2021 | Écurie W           | RBR1 13 | RBR2 3 | SIL 4 | HUN 6 | SPA 1  | ZAN 3  | COA1 2 | COA2 3 |        |        | 3.       | 108  |
| 2022 | Puma W Series Team | MIA1 15 | MIA2 5 | CAT 4 | SIL 2 | LEC 12 | HUN Ki | SIN 9  | COA T  | MEX1 T | MEX2 T | 8.       | 42   |